# Dominick and Eugene
Dominick and Eugene  (br Dominick e Eugene) é um filme de drama estadunidense de 1988 dirigido por Robert M. Young e estrelado por Ray Liotta, Tom Hulce e Jamie Lee Curtis.

## Sinopse
Dominick (Nicky) e Eugene (Gino) são irmãos gêmeos não idênticos, órfãos de mãe e que moram longe do pai.
Nicky é um pouco 'lento', em virtude de um acidente sofrido quando era mais jovem. Ele vive à parte em um mundo criado por si próprio, o que não o impede de trabalhar o dia todo e ajudar a custear os estudos do irmão Gino.
Gino, por sua vez, é um estudante de Medicina que tem a sua vida limitada por ter de cuidar do irmão, a quem é agradecido pelo seu esforço e cuja vida serve de motivação para ele se formar e se preocupar.
A relação deles se torna conflitante quando Gino fica dividido entre se formar e seguir a sua própria vida ou continuar cuidando do irmão.